# Boone County (Kentucky)
Boone County is een county in de Amerikaanse staat Kentucky.
De county heeft een landoppervlakte van 638 km² en telt 85.991 inwoners (volkstelling 2000). De hoofdplaats is Burlington en de dichtstbevolkte stad is Florence.

## Bevolkingsontwikkeling

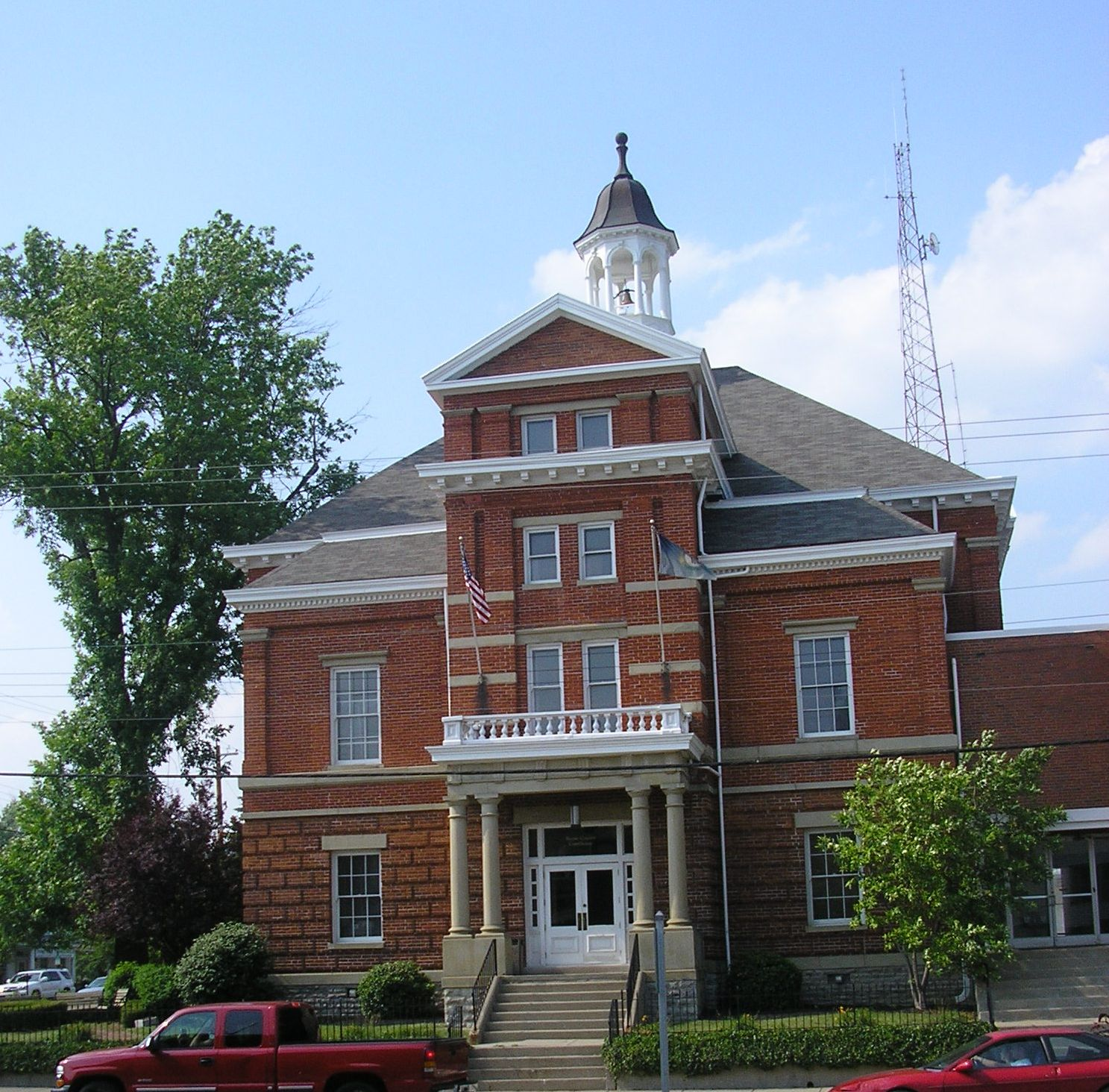
Boone County Courthouse